# 7326-os mellékút (Magyarország)
A 7326-os számú mellékút egy rövid, alig több mint 4 kilométeres hosszúságú, négy számjegyű mellékút Veszprém vármegye nyugati részén. Fő funkciója, hogy a Sümegi járás északi felének települései számára biztosít kapcsolatokat a 8-as főúttal.

## Nyomvonala
A 8-as főútból kiágazva indul, annak 104+300-as kilométerszelvényénél, déli irányban, Apácatorna külterületének északi részén. Az ellenkező irányban ugyanott indul észak felé a 8414-es út, Karakószörcsök és Kerta felé. Kezdeti szakaszát követően az út a 150. méterszelvénye közelében keresztezi a Torna-patakot, majd rögtön eléri a település első házait; ott délkelet felé fordul Kossuth utca néven. Első kilométere előtt egy iránytörése lesz, ott délnyugat felé fordul, majd 1,3 kilométer megtétele után ki is lép a faluból.
2. kilométerénél keresztezi az Apáca-patakot, majd 2,5 kilométer megtételét követően eléri Veszprémgalsa határát. Egy darabig még a két község határvonalán húzódik, majd a 3,300-as kilométerszelvénye után már teljesen veszprémgalsai területen halad, itt jellemzően nyugati irányban. Petőfi Sándor utca lesz a neve, amint eléri a község Pinkóc településrészének belterületét, 3,5 kilométer megtétele után, és így is ér véget, a település központjának északi részén, a 7325-ös útba torkollva, annak 7+800-as kilométerszelvénye előtt.
Teljes hossza, az országos közutak térképes nyilvántartását szolgáló kira.gov.hu adatbázisa szerint 4,074 kilométer.

## Hídjai
Egy jelentősebb hídja van, Apácatornánál a Torna-patak hídja, a 0+159 kilométerszelvényében, amely 1961-ben épült.